# 阿波狸合戦 (映画)
『阿波狸合戦』（あわたぬきがっせん）は、新興キネマより昭和14年（1939年）4月13日に公開された映画。
徳島県の民話「阿波狸合戦」を題材としている。
当時、新興キネマは倒産の危機にあったが、阿波狸合戦が大ヒットしたことで持ち直した。小松島市の日峰山に映画を記念して「金長神社本宮」が造られた。
昭和15年（1940年）4月18日に『続阿波狸合戦』が公開されている。
昭和29年（1954年）に大映より黒川弥太郎の主演で『阿波おどり狸合戦』として再映画化した。

## キャスト
- 羅門光三郎（小松島の金長親分）
- 尾上栄五郎（庚申新八）
- 高山広子（六右衛門の娘鹿の子姫）
- 葛木香一（紺屋の大和屋茂右衛門）
- 東良之助（津田の六右衛門）
- 伴淳三郎（金長の乾分藤ノ木寺の鷹）
- 芝田新（川島の作右衛門）
- 荒木忍（屋島の禿鷹）
- 松本田三郎（亭主鳶の六兵衛）
- 寺島貢（新古橋の定九郎）
- 南條新太郎（赤池緋鯉之介）
- 尾上松緑（淡路の柴右衛門）
- 片桐恒男（屋島の八兵衛）
- 川崎猛夫（千切山の高坊主）
- 桜井勇（あはずの七兵衛）
- 矢野武男（やらずの八兵衛）
- ツネ公（藤ノ木寺の小鷹）
- 歌川絹枝（乳母おむつ）
- 梅村蓉子（茂右衛門の女房おむら）
- 光岡竜三郎（高須の隠元）
- 水野浩（富田の八蔵）
- 市川海老三郎（多度津の役右衛門）
- 別府花子（臨光寺のお山）
- 大久保とし子（勢見のお多津）
- 東堂圭八郎（番頭お助）
- 伊庭駿三郎（丁稚亀吉）

## 続阿波狸合戦
- 大谷日出夫（音無しの祐七）
- 羅門光三郎（小松島の金長親分）
- 歌川絹枝（寺町のお六）
- 森光子（小柴姫）
- 南條新太郎（金長の乾分藤の木寺の小鷹）
- 寺島貢（多度津の役右衛門）
- 東良之助（家老畠山忠右衛門）
- 葛木香一（紺屋の大和屋茂右衛門）
- 伊庭駿三郎（その倅茂吉）
- 光岡竜三郎（高須の隠元）
- 川崎猛夫（六右衛門小路の六兵衛）
- 頭山桂之助（役右衛門の家来抜穴の権九郎）
- 矢野武男（石蔵の石之助）
- 三保敦美（臨光寺のお松）
- 春路謙作（伊勢屋清兵衛）
- 妻紀正二郎（庚申の新八）
- 尾上鶴五郎（立江の伝助）
- 梅村蓉子（茂右衛門の女房おむら）
- 別府花子（伊勢屋のお徳）
- 岡春恵（清兵衛の娘お艶）
- 五月藤江（勢見のお与津）